# Theodore Antoniou
Theodore Antoniou (griechisch Θ(ε)όδωρος Αντωνίου Th(e)ódoros A(n)doníu, * 10. Februar 1935 in Athen; † 26. Dezember 2018 ebenda) war ein griechischer Dirigent und Komponist klassischer Musik.

## Leben
Antoniou studierte von 1947 bis 1958 am Nationalen Konservatorium  und von 1956 bis 1961 am Griechischen Konservatorium in Athen Violine, Gesang und Komposition, unter anderem bei Manolis Kalomiris und Yannis Papaioannou. Anschließend setzte er seine Studien bei Günter Bialas an der Münchner Akademie und bei den Internationalen Ferienkursen für Neue Musik in Darmstadt fort, unter anderem bei Ligeti, Stockhausen, Berio und Boulez. Als Kompositionslehrer war er zunächst an den amerikanischen Universitäten von Stanford (1969–70), Utah (1970), an der Philadelphia Academy of Music (1970–78) und in Tanglewood, wo er von 1974 bis 1985 Codirektor für Neue Musik am Tanglewood Music Center war. Von 1978 bis 2008 bekleidete er einen Lehrstuhl für Komposition am Boston University College of Fine Arts. Antoniou war Gründer und Leiter diverser Ensembles für Neue Musik, so der Formationen Alea, Alea II und Alea III an verschiedenen Universitäten und der Griechischen Gruppe für zeitgenössische Musik (Ελληνικό Συγκρότημα Σύγχρονης Μουσικής) in Athen. Ab 1989 war er außerdem Vorsitzender des Griechischen Komponistenverbands (EEM).
Antoniou erlag am 26. Dezember 2018 den Folgen einer Alzheimer-Erkrankung.

## Werk
Als Dirigent arbeitete Antoniou mit zahlreichen bedeutenden Orchestern, darunter das Kammerorchester des Boston Symphony Orchestra, die Radiosinfonieorchester von Berlin, Paris und München, das Zürcher Tonhalle-Orchester sowie die wichtigsten Orchester in Griechenland.
Die Werkliste des Komponisten Antoniou umfasst mehrere hundert Werke aller Gattungen und Genres. Er selbst sah sich als „dramatischer Komponist abstrakter Programmmusik“: Einen großen Teil in seinem Schaffen nahmen Bühnen- und Filmmusiken sowie Opernkompositionen ein.
Antonious Frühwerk schwankte zwischen freier Atonalität und einem Folklorismus Bartók’scher Prägung, er begann aber auch bald mit der Einbeziehung serieller Techniken, vornehmlich in kleinformatigen Werken. In den frühen 1970er Jahren komponierte Antoniou unter dem Einfluss von Komponisten wie Jani Christou, Krzysztof Penderecki und Bernd Alois Zimmermann einige groß angelegte Werke, ohne jedoch eine gewisse Distanz zur jeweiligen Nachkriegs-Avantgarde abzulegen. Auch später wob er immer wieder Folklore-Elemente in seine Musik, seine Musik zu Sophokles’ Ödipus auf Kolonos wurde in die Nähe der Klangsprache Orffs, Strawinskis und Bernsteins gerückt (Giorgos Leotsakos).
Einen Schwerpunkt in Antonious Werk bildeten musiktheatralische Werke. Neben fast 60 Schauspielmusiken vornehmlich zum antiken griechischen und zeitgenössischen Theater und acht Filmmusiken komponierte er einige Ballette und mehrere szenische Aktionen, häufig für Schauspieler und kleinere Orchesterformationen, darunter auch explizit für das Fernsehen konzipierte „Klang-Aktionen“. In seine Instrumentalmusik, die von klassischen Orchesterwerken und Solokonzerten bis zu solistisch besetzter Kammermusik reichte, sind die Werke, die elektronische Klangquellen einbinden, besonders stark vertreten, daneben schuf Antoniou auch einige Werke rein elektronischer Musik. Die ebenfalls sehr umfangreiche Vokalmusik bezog sich häufig auf Motive der klassischen Antike wie des modernen Griechenlands.

## Auszeichnungen
- 1964 Richard-Strauss-Preis der Stadt München
- 2000 Dimitri Mitropoulos Award des Griechischen Nationalen Rundfunks
- 2004 Herder-Preis[7]